# Sporaderna
Sporaderna (grekiska: Σποράδες, Sporades) är en ögrupp längs Greklands östkust, nordost om Euboia i Egeiska havet. 
Bara fyra av öarna är bebodda: Skiathos, Skopelos och Alonnisos, som med omkringliggande öar utgör varsin kommun i regionen Thessalien, och Skyros, som med omkringliggande öar utgör en kommun i regionen Grekiska fastlandet.

## Etymologi
Öarna kallas Sporaderna (grekiska sporades, "de spridda (öarna)") i motsats till ögruppen Kykladerna, "de i ring liggande (öarna)". Tidigare avsåg namnet Sporaderna även de öar i Egeiska havet som ligger sydväst om den turkiska kusten; då skilde man mellan norra Sporaderna (nuvarande Sporaderna) och södra Sporaderna (öarna sydväst om Turkiet). Under antiken avsåg namnet endast öarna i Ikariska havet, från Rhodos till Ikaria.

## Ingående öar
- Skiathos, med omkringliggande öar:
  - Arko
  - Aspronisi
  - Kastronisia
  - Marangos
  - Repi
  - Tsoungria

- Skopelos, med omkringliggande öar:
  - Agios Georgios
  - Dasia
  - Kasida
  - Plevro
  - Strongylo

- Alonnisos, med omkringliggande öar:
  - Adelfoi
  - Adelfopoulo
  - Gioura
  - Korakas
  - Kyra Panagia
  - Lagofytonisia
  - Lechousa
  - Manolas
  - Mikro
  - Moules
  - Pappous
  - Pelerissa
  - Peristera
  - Piperi
  - Prasso (Gioura)
  - Prasso (Skantzoura)
  - Psathoura
  - Sfika
  - Skantili
  - Skantzoura
  - Strongylo

- Skyros, med omkringliggande öar:
  - Erinia
  - Platy
  - Sarakino
  - Skyropoula
  - Valaxa